# 극장판 파워레인저 갤럭시포스 VS 스페이스 스쿼드
《극장판 파워레인저 갤럭시포스 VS 스페이스 스쿼드》(일본어: 宇宙戦隊キュウレンジャーVSスペース・スクワッド)는 2018년 6월 30일부터 도에이 계열에서 공개 영화이다. 특촬 히어로 작품 「슈퍼 전대 시리즈」 《수전전대 쿄류저》의 영화 작품이며, 슈퍼 전대 VS 시리즈의 하나이다.

## 개요
2019년 제작된 일본 영화. 5월 3일 제한 상영 후, 8월 21일에 블루레이로 발매된 쾌도전대 루팡레인저 VS 경찰전대 패트레인저와 우주전대 큐레인저 주연의 VS 시리즈. 동물전대 쥬오우저 VS 닌닌저 미래에서의 메시지 from 슈퍼전대 이후로 끊겼다가 1년 만에 다시 재개한 VS 시리즈 신작이다. 에그제이드 트릴로지 어나더 엔딩와 같은 'V시넥스트'로 2019년 초여름에 기간 한정 극장 상영되었다. 작중 시점은 루팡레인저의 정체가 패트레인저에게 밝혀지기 직전이라고 한다.(정확하게 46~47화 사이)
시라쿠라 신이치로 PD는 루팡레인저 VS 패트레인저가 이미 하나의 VS 시리즈인데다, 같은 포맷을 가진 복수의 시리즈를 크로스오버시킨 기존의 VS 시리즈가 기존 시리즈의 포맷을 허문 큐레인저와는 맞지 않다며 큐레인저 VS 쥬오우저가 제작이 안 된 이유를 해명했는데, 그 말이 무색하게 결국 저 두 작품을 주연으로 한 VS가 나와버렸다.
말이 두 작품이지 사실상 3대 전대가 한 자리에 모여 무려 19명이 출연하는 시리즈 사상 전대미문인 구성을 자랑하고 있다. 그래서인지 제목도 세 전대 전부 다 'XX전대'라는 타이틀을 땐 것도 이례적. 심지어 여기에 동물전대 쥬오우저의 쥬오우 더 월드 몬도 미사오도 카메오 출연한다.
그렇다 보니 팬들이 가장 우려하는 문제가 바로 이 시리즈의 고질병인 분량 문제였다. 두 작품 모두 분량 조절 실패로 비판을 받은 작품이라 모든 등장인물의 비중을 어떻게 소화 시킬지는 미지수였으나, 비중 문제가 가장 우려되는 루팡패트의 경우는 나름 비중을 잘 다루었고 특히 패트레인저 분량이 많이 나온 편이다. 다만 큐레인저의 경우는 일부분은 비중을 실패한 것이나 다름이 없는데, 처음부터 활약하여 나오는 인물들은 럭키와 츠루기, 하미, 스팅거, 스파다, 나가와 밸런스였고, 나머지 멤버들은 후반부에 와서야 등장했다. 그나마 후반부에서 등장했던 인물 중 쇼 론포, 랩터 283만이 다른 멤버들에 비해 꽤 많이 모습을 많이 비추었고 나머지는 그냥 쩌리라고 봐야한다.
엔딩곡의 경우 보통 슈퍼전대 VS 시리즈 엔딩곡은 '현 전대 엔딩곡' 또는 '과거 전대풍 현 전대 엔딩곡'으로 리믹스하여 틀어 주지만 루팡레인저 VS 패트레인저 엔딩곡 대신 루팡패트 풍 큐레인저 엔딩으로 엔딩곡이 만들어졌다.심지어 루팡패트 멤버들이 큐타마 댄싱까지 추는 건 덤.
시리즈 최초로 4명의 레드가 등장한다.
우리나라에서는 다음 작품인 파워레인저 다이노소울 VS 루팡포스 VS 패트롤포스가 먼저 더빙되어서 더빙 여부가 불확실하며, 아마도 못 나올 가능성이 높다.

## 시놉시스
카이리, 토오마, 우미카가 평행우주에서 온 호시 미나토 일당에게 납치되었다?!
우연히 납치 현장에 있던 국제 경찰이지만 갑자기 하늘에서 떨어진 럭키의 방해로 구출에 실패!
범행 현장에는 미나토가 잊어둔 기타만이 남아있었다.
공무를 방해했다며 체포된 럭키는 자신은 '구세주 = 우주전대 큐레인저'라고 자칭하며 지구의 위기를 설명하지만, 그 말에 귀를 기울여주는 이는 없었다.
그리고 케이이치로, 사쿠야, 츠카사, 노엘이 납치 사건 해결을 위한 거래를 하던 와중, 트리플 갱글러 괴인 리루스 리핏구까지도 출현.
카이리 일행을 구출하지만 몸값 대신 미나토의 기타를 리루스에게 빼앗기게 된다.
수수께끼가 소용돌이 치는 이 사건의 배후에는 우주막부 쟈크 매터의 돈 아루카게의 모습이 있었다!
돈 아루카게는 기타에 숨겨진 쟈크 매터의 매장된 금이 있는 무서운 힘을 얻기 위해 리루스와 손을 잡은 것이다.
이 지구를 궁지에 몰아넣는 악의 연합군이 결성되는 한편, 루팡레인저, 패트레인저, 그리고 큐레인저의 역전의 비책은...
3대 슈퍼전대의 싸움의 행방은!?